# Pflege (Zeitschrift)
Pflege (Pflege – Die wissenschaftliche Zeitschrift für Pflegeberufe) ist eine in der Schweiz erscheinende deutschsprachige pflegewissenschaftliche Fachzeitschrift. Sie erscheint seit 1988 in sechs Ausgaben pro Jahr, war damit die erste Zeitschrift dieser Art und ein wichtiger Schritt zur Etablierung der Pflegeforschung im deutschsprachigen Raum. Die Printauflage beträgt 1700 Stück. Die Inhaltsverzeichnisse ab 1999 sind online gestellt, die dazugehörigen Volltexte für Abonnenten abrufbar. Eingereichte Manuskripte unterliegen einem Reviewprozess.
Pflege erscheint in der von Hans Huber begründeten und seit 1984 zum Hogrefe Verlag gehörigen Hogrefe AG, Bern (ehemals Verlag Hans Huber). Herausgeber und Herausgeberinnen sind im Jahr 2024 Dietmar Ausserhofer, Katrin Balzer, Gabriele Meyer, Gerhard Müller, Martin Nagl-Cupal und Anna-Barbara Schlüer.